# Síb
(Al) Síb (arabsky السيب‎ al-Sīb‎; anglicky Seeb ) je ománské město v Maskatském guvernorátu. Síb rovněž označuje vilájet – administrativní jednotku druhého stupně, jehož je město Síb správním centrem. Vilájet leží při Ománským zálivem omílaném pobřeží. Zdejší obyvatelé, jejichž počet při sčítání lidu v roce 2003 přesáhl 223 000, žijí v 24 místních okresech.
Al Síb je místem zahrnujícím mnoho památek. K těm nejvíce významným se řadí citadely Al Charas, Al Chodh, Džifnin, Rasíl a věže Al Salíl. Na území vilájetu se nachází přibližně 140 mešit. Další památky zahrnují okres Al Manuma, pobřeží Al Hajl, parky Al Nasím a Al Chodh a ostrovy Dimaníjat.
Mezi tradiční řemesla spadá tkaní z palmových listů, námořní řemesla a výroba zlaté a stříbrné bižuterie. Rozšířený je obchod s kadidlem, rybolov a oděvnictví.
V Al Síbu je také rozšířeno několik tradičních zvyků, nejběžnějším je zdejší forma býčích zápasů, kdy však nedochází ke zranění zvířat. Tyto zápasy se nejčastěji konají o svátcích a při vhodné příležitosti. Diváci nejsou jen pasivními přihlížejícími, ale rovněž se účastní akce. Vítězný býk je oslavován celým vilájetem a díky úspěchu se dá očekávat jeho vyšší cena na trhu. Vedle býčích zápasů jsou dalšími zvyky závody velbloudů.